# Surfe nos Jogos Pan-Americanos de 2019 - Aberto feminino
A competição do aberto feminino do surfe nos Jogos Pan-Americanos de 2019 foi disputada de 29 de julho a 4 de agosto na praia de Punta Rocas, em Punta Negra.

## Calendário
Horário local (UTC-5).
| Data        | Horário | Fase                            |
| ----------- | ------- | ------------------------------- |
| 29 de julho | 11:40   | Chave principal - Primeira fase |
| 30 de julho | 10:45   | Chave principal - Segunda fase  |
| 30 de julho | 13:55   | Repescagem - Primeira fase      |
| 31 de julho | 10:25   | Repescagem - Segunda fase       |
| 31 de julho | 14:28   | Chave principal - Terceira fase |
| 1 de agosto | 12:51   | Repescagem - Terceira fase      |
| 2 de agosto | 14:07   | Repescagem - Quarta fase        |
| 3 de agosto | 10:45   | Final da repescagem             |
| 3 de agosto | 12:56   | Chave principal - Quarta fase   |
| 4 de agosto | 11:08   | Semifinal                       |
| 4 de agosto | 14:20   | Final                           |

## Medalhistas
| Ouro   | PER Daniella Rosas     |
| Prata  | ECU Dominic Barona     |
| Bronze | ARG Ornella Pellizzari |

## Resultados

### Chave principal
|  | Primeira fase          | Primeira fase          | Primeira fase |  |  | Segunda fase           | Segunda fase           | Segunda fase       |       |                        | Terceira fase          | Terceira fase      | Terceira fase |  |  | Quarta fase | Quarta fase | Quarta fase |
|  |                        |                        |               |  |  |                        |                        |                    |       |                        |                        |                    |               |  |  |             |             |             |
|  | ECU Dominic Barona     | ECU Dominic Barona     | 13.50         |  |  |                        |                        |                    |       |                        |                        |                    |               |  |  |             |             |             |
|  | ECU Susana Berrezueta  | ECU Susana Berrezueta  | 5.00          |  |  | ECU Dominic Barona     | ECU Dominic Barona     | 12.57              |       |                        |                        |                    |               |  |  |             |             |             |
|  | VEN Rosanny Álvarez    | VEN Rosanny Álvarez    | 9.60          |  |  | ARG Lucia Indurain     | ARG Lucia Indurain     | 7.74               |       |                        |                        |                    |               |  |  |             |             |             |
|  | ARG Lucia Indurain     | ARG Lucia Indurain     | 13.00         |  |  |                        |                        |                    |       | ECU Dominic Barona     | ECU Dominic Barona     | 12.24              |               |  |  |             |             |             |
|  | CHI Jessica Anderson   | CHI Jessica Anderson   | 7.87          |  |  |                        | MEX Shelby Detmers     | MEX Shelby Detmers | 10.66 |                        |                        |                    |               |  |  |             |             |             |
|  | MEX Shelby Detmers     | MEX Shelby Detmers     | 12.00         |  |  | MEX Shelby Detmers     | MEX Shelby Detmers     | 9.73               |       |                        |                        |                    |               |  |  |             |             |             |
|  | PAN Enilda Alonso      | PAN Enilda Alonso      | 8.77          |  |  | BRA Karol Ribeiro      | BRA Karol Ribeiro      | 4.90               |       |                        |                        |                    |               |  |  |             |             |             |
|  | BRA Karol Ribeiro      | BRA Karol Ribeiro      | 8.90          |  |  |                        |                        |                    |       |                        | ECU Dominic Barona     | ECU Dominic Barona | 5.07          |  |  |             |             |             |
|  | CAN Bethany Zelasko    | CAN Bethany Zelasko    | 9.57          |  |  |                        | PER Daniella Rosas     | PER Daniella Rosas | 12.40 |                        |                        |                    |               |  |  |             |             |             |
|  | ESA Vanessa Cortez     | ESA Vanessa Cortez     | 5.13          |  |  | ARG Ornella Pellizzari | ARG Ornella Pellizzari | 6.83               |       |                        |                        |                    |               |  |  |             |             |             |
|  | PER Melanie Giunta     | PER Melanie Giunta     | 2.46          |  |  | CAN Bethany Zelasko    | CAN Bethany Zelasko    | 5.87               |       |                        |                        |                    |               |  |  |             |             |             |
|  | ARG Ornella Pellizzari | ARG Ornella Pellizzari | 13.33         |  |  |                        |                        |                    |       | ARG Ornella Pellizzari | ARG Ornella Pellizzari | 11.67              |               |  |  |             |             |             |
|  | BAR Chelsea Tuach      | BAR Chelsea Tuach      | 12.40         |  |  |                        | PER Daniella Rosas     | PER Daniella Rosas | 14.17 |                        |                        |                    |               |  |  |             |             |             |
|  | COL Isabella Gómez     | COL Isabella Gómez     | 8.00          |  |  | PER Daniella Rosas     | PER Daniella Rosas     | 15.27              |       |                        |                        |                    |               |  |  |             |             |             |
|  | PER Daniella Rosas     | PER Daniella Rosas     | 10.66         |  |  | BAR Chelsea Tuach      | BAR Chelsea Tuach      | 7.00               |       |                        |                        |                    |               |  |  |             |             |             |
|  | USA Tiare Thompson     | USA Tiare Thompson     | 8.80          |  |  |                        |                        |                    |       |                        |                        |                    |               |  |  |             |             |             |

### Repescagem
| Primeira fase         | Primeira fase |  |  | Segunda fase         | Segunda fase |  |  | Terceira fase        | Terceira fase |  |  | Quarta fase            | Quarta fase |
|                       |               |  |  |                      |              |  |  |                      |               |  |  |                        |             |
|                       |               |  |  | VEN Rosanny Álvarez  | 9.27         |  |  |                      |               |  |  | CHI Jessica Anderson   | 9.66        |
| ECU Susana Berrezueta | 5.80          |  |  | ARG Lucia Indurain   | 11.40        |  |  |                      |               |  |  | MEX Shelby Detmers     | 9.77        |
| VEN Rosanny Álvarez   | 7.37          |  |  |                      |              |  |  | ARG Lucia Indurain   | 9.77          |  |  |                        |             |
|                       |               |  |  |                      |              |  |  | CHI Jessica Anderson | 11.67         |  |  |                        |             |
|                       |               |  |  | CHI Jessica Anderson | 9.33         |  |  |                      |               |  |  |                        |             |
| CHI Jessica Anderson  | 10.10         |  |  | BRA Karol Ribeiro    | 3.70         |  |  |                      |               |  |  |                        |             |
| PAN Enilda Alonso     | 7.33          |  |  |                      |              |  |  |                      |               |  |  |                        |             |
|                       |               |  |  |                      |              |  |  |                      |               |  |  |                        |             |
|                       |               |  |  | PER Melanie Giunta   | 13.67        |  |  |                      |               |  |  | PER Melanie Giunta     | 1.57        |
| ESA Vanessa Cortez    | 4.70          |  |  | CAN Bethany Zelasko  | 9.00         |  |  |                      |               |  |  | ARG Ornella Pellizzari | 12.90       |
| PER Melanie Giunta    | 11.33         |  |  |                      |              |  |  | PER Melanie Giunta   | 13.93         |  |  |                        |             |
|                       |               |  |  |                      |              |  |  | COL Isabella Gómez   | 13.26         |  |  |                        |             |
|                       |               |  |  | COL Isabella Gómez   | 13.40        |  |  |                      |               |  |  |                        |             |
| COL Isabella Gómez    | 13.84         |  |  | BAR Chelsea Tuach    | 10.83        |  |  |                      |               |  |  |                        |             |
| USA Tiare Thompson    | 10.80         |  |  |                      |              |  |  |                      |               |  |  |                        |             |

## Final da repescagem
|  | Final                  |                        |      |
|  |                        |                        |      |
|  | MEX Shelby Detmers     | MEX Shelby Detmers     | 0.43 |
|  | ARG Ornella Pellizzari | ARG Ornella Pellizzari | 4.33 |

## Semifinal
|  | Final                  |                        |       |
|  |                        |                        |       |
|  | ARG Ornella Pellizzari | ARG Ornella Pellizzari | 12.17 |
|  | ECU Dominic Barona     | ECU Dominic Barona     | 17.10 |

## Final
|  | Final              |                    |       |
|  |                    |                    |       |
|  | PER Daniella Rosas | PER Daniella Rosas | 13.90 |
|  | ECU Dominic Barona | ECU Dominic Barona | 12.50 |